# アンナ・チチェロワ
アンナ・チチェロワ（ロシア語: Анна Владимировна Чичерова、ローマ字:Anna Vladimirovna Chicherova 、1982年7月22日 - ）は、ロシアの陸上競技選手。2012年ロンドンオリンピックの金メダリストである。アルメニア共和国エレバン出身。

## 経歴
チチェロワは、走高跳の選手としてジュニアの時代から活躍し、1999年の世界ユース選手権では1m89で優勝した。翌年の世界ジュニア選手権では1m85で4位となった。（この大会優勝者は、クロアチアのブランカ・ブラシッチであった。（1m91））さらに2001年のヨーロッパジュニア選手権では1m90で2位となっている。
2003年の世界室内選手権ではシニアとなって初めてメダルを獲得した。このときは1m99で、スウェーデンのカイサ・ベリークイスト、ロシアのエレーナ・エレシナに次いで銅メダルを獲得した。だが同年夏の世界選手権では6位とメダルに手が届かず、また翌年のアテネオリンピックでも1m96で6位入賞を果たすにとどまった。
2005年、ヨーロッパ室内選手権で優勝したものの、ヘルシンキで開催された世界選手権では3位のスウェーデンのエンマ・グリーンと同じ1m96をクリアしながら4位となりメダルに手が届かなかった。
チチェロワは、2006年地元ロシアのモスクワで開催された世界室内選手権に出場を予定していたが、怪我のため出場を辞退した。同年夏のヨーロッパ選手権でも十分に回復しておらず7位に終わった。しかし2007年には怪我から回復し、大阪の世界選手権では2m03の自己ベストでブラシッチに次いで銀メダルを獲得した。
2008年は、2度目のオリンピックとなる北京オリンピックに出場。チチェロワを含め2mクリアした選手が4人とハイレベルな戦いとなる中、2m03の自己ベストタイをクリア。2m05は3回とも失敗したものの、ベルギーのティア・エルボー、クロアチアのブラシッチに次いで銅メダルを獲得した（2016年にドーピングが確定しメダル剥奪）。2008年に結婚し2010年は子供の妊娠・出産のため、大会には一切出場しなかった。
2011年、大邱で開催された世界選手権では2m03をクリアし、ブラシッチの記録を上回って金メダルを獲得した。
2012年、ロンドンオリンピックでは2m05cmを跳び金メダルを獲得。
2013年、モスクワで開催された世界選手権では1m97cmを跳び、銅メダルを獲得。　この大会ではライバルのブラシッチが欠場していた。
2015年、北京で開催された世界選手権では2m01cmをクリアしたが、わずかな試技数の差でロシアの新星マリヤ・クチナとブラシッチに敗れ、銅メダルだった。
2016年にドーピング違反が発覚し国際陸上競技連盟より資格停止処分。10月6日、北京オリンピックにおけるドーピング検査検体の再検査で禁止薬物トゥリナボルが検出されたため、同大会で獲得した銅メダルの剥奪が決定。

## 自己ベスト
- 走高跳 - 2m07 (2011年)
- 走高跳（屋内） - 2m06 (2012年)

## 主な実績
| 年   | 大会                               | 場所                         | 種目   | 結果 | 記録     |
| ---- | ---------------------------------- | ---------------------------- | ------ | ---- | -------- |
| 1999 | 世界ユース陸上選手権               | ブィドゴシュチュ(ポーランド) | 走高跳 | 1位  | 1m89     |
| 2000 | 世界ジュニア陸上選手権             | サンティアゴ(チリ)           | 走高跳 | 4位  | 1m85     |
| 2001 | ヨーロッパジュニア陸上選手権       | グロッセート(イタリア)       | 走高跳 | 2位  | 1m90     |
| 2003 | 世界室内陸上選手権                 | バーミンガム(イギリス)       | 走高跳 | 3位  | 1m99     |
| 2003 | 世界陸上選手権                     | パリ(フランス)               | 走高跳 | 6位  | 1m95     |
| 2004 | 世界室内陸上選手権                 | ブダペスト(ハンガリー)       | 走高跳 | 2位  | 2m00     |
| 2004 | オリンピック                       | アテネ(ギリシャ)             | 走高跳 | 6位  | 1m96     |
| 2005 | ヨーロッパ室内陸上選手権           | マドリッド(スペイン)         | 走高跳 | 1位  | 2m01     |
| 2005 | ユニバーシアード                   | イズミル(トルコ)             | 走高跳 | 1位  | 1m90     |
| 2005 | 世界陸上選手権                     | ヘルシンキ(フィンランド)     | 走高跳 | 4位  | 1m96     |
| 2006 | ヨーロッパ陸上選手権               | ヨーテボリ(スウェーデン)     | 走高跳 | 7位  | 1m95     |
| 2007 | 世界陸上選手権                     | 大阪(日本)                   | 走高跳 | 2位  | 2m03     |
| 2007 | IAAFワールドアスレチックファイナル | シュトゥットガルト(ドイツ)   | 走高跳 | 3位  | 1m97     |
| 2008 | オリンピック                       | 北京(中国)                   | 走高跳 | 失格 | DQ(2m03) |
| 2008 | IAAFワールドアスレチックファイナル | シュトゥットガルト(ドイツ)   | 走高跳 | 2位  | 1m99     |
| 2009 | 世界陸上選手権                     | ベルリン(ドイツ)             | 走高跳 | 2位  | 2m02     |
| 2009 | IAAFワールドアスレチックファイナル | テッサロニキ(ギリシャ)       | 走高跳 | 2位  | 2m00     |
| 2011 | 世界陸上選手権                     | 大邱(韓国)                   | 走高跳 | 1位  | 2m03     |
| 2012 | オリンピック                       | ロンドン(イギリス)           | 走高跳 | 1位  | 2m05     |
| 2013 | 世界陸上選手権                     | モスクワ(ロシア)             | 走高跳 | 3位  | 1m97     |
| 2015 | 世界陸上選手権                     | 北京(中国)                   | 走高跳 | 3位  | 2m01     |